# Carlgrenia desiderata
Carlgrenia desiderata is een zeeanemonensoort uit de familie Halcuriidae.
Carlgrenia desiderata is voor het eerst wetenschappelijk beschreven door Stephenson in 1918.